# Nischnjaja Pjoscha
Nischnjaja Pjoscha (russisch Нижняя Пёша) ist ein Dorf (Selo) im Autonomen Kreis der Nenzen in Russland mit 718 Einwohnern (Stand 14. Oktober 2010). Der Ort befindet sich in einem Sperrgebiet und darf nur mit Genehmigung des FSB betreten werden.

## Geographie
Nischnjaja Pjoscha liegt etwa 247 km Luftlinie südwestlich von Narjan-Mar, dem Verwaltungszentrum des Autonomen Kreises der Nenzen. Der Ort befindet sich auf einer sumpfigen Flussschlinge, am linken Ufer des, in diesem Bereich stark mäandrierenden, namensgebenden Flusses Pjoscha, 44 km vor dessen Einmündung in die Tschoscha-Bucht der Barentssee.
Administrativ gehört Nischnjaja Pjoscha zum Sapoljarny rajon. Zudem ist es Verwaltungssitz der Gemeinde Pjoschski selsowet, zu der neben Nischnjaja Pjoscha auch die Dörfer Werchnjaja Pjoscha, Wolokowaja, Beluschje und Wolonga gehören.

## Geschichte
Der Ort entstand als Handelspunkt in der ersten Hälfte des 19. Jahrhunderts und bestand im Jahr 1830 aus zwei Gehöften. Administrativ wurde Nischnjaja Pjoscha Teil der Verwaltungseinheit Nesskaja wolost innerhalb des Mesenski ujesd. Bereits 1922 befanden sich in dem nun 186 Einwohner zählenden Ort 36 Gehöfte. Ab 1924 gehörte Nischnjaja Pjoscha zur Kanino-Tschoschskaja samojedskaja wolost. Im Zuge einer Verwaltungsreform im Jahr 1929 wurde die Wolost zum Kanino-Timanski rajon umgebildet und Nischnjaja Pjoscha dessen administratives Zentrum. Mit der Auflösung des Rajon im Jahr 1959 wurde Nischnjaja Pjoscha Verwaltungssitz des Peschski selski sowet. Seit 2005 ist der Ort Zentrum des Pjoschski selsowet. Im Jahr 2011 feierte Nischnjaja Pjoscha sein 180-jähriges Bestehen.

## Bevölkerungsentwicklung
| Jahr | Einwohner |
| ---- | --------- |
| 1897 | 80        |
| 1922 | 186       |
| 1939 | 836       |
| 2002 | 642       |
| 2010 | 718       |

Anmerkung: ab 1939 Volkszählungsdaten

## Infrastruktur
Der Ort verfügt über grundlegende Bildungseinrichtungen (Kindergarten, Mittelschule, Internat), ein kleines Krankenhaus mit Apotheke, ein Kulturhaus, ein Dieselkraftwerk, eine Bäckerei, eine Post- und Bankfiliale und diverse Läden. Im Südosten des Ortes gibt es eine Kaserne der Flugabwehr-Truppen.

## Wirtschaft und Verkehr
In Nischnjaja Pjoscha gibt es keine Industrie. Die Bevölkerung ist schwerpunktmäßig in der Fischerei, Rentierzucht, Milchviehhaltung und Jagd tätig.
Ausgehend von Nischnjaja Pjoscha verläuft eine ganzjährig befahrbare Landstraße über Werchnjaja Pjoscha zum etwa 37 km (Luftlinie) südlich gelegenen Wolokowaja. Der überregionale Transport von Personen und Waren erfolgt ausschließlich über den Luft- und Seeweg. Am westlichen Ortsrand liegt ein kleiner Flugplatz, über den die Städte Archangelsk und Narjan-Mar angeflogen werden. Im Sommer erfolgt der Transport von Waren zudem per Schiff, über die Pjoscha, von der Barentssee aus.

## Sperrgebiet
Nischnjaja Pjoscha gehört, wie weite Teile des Sapoljarny rajon, zur so genannten Grenzzone (Пограничная зона) der Russischen Föderation. In diesen Gebieten ist der Zugang sowohl für Russen als auch für Ausländer reglementiert. Genehmigungen für das Betreten dieser Gebiete werden vom FSB erteilt.